# Orlon
É uma fibra têxtil sintética de poliacrilonitrila ou cianeto de vinila, usada na fabricação de peças de agasalho de lã sintética. Também em cobertores, jaquetas e mantas, o orlon por ser uma fibra textil acrílica é muito usado nessas fabricações.Também é usado como recheio para ursos de pelúcia.